# サタデープラス
『サタデープラス』（英語: SATURDAY PLUS）は、TBS系列で2015年4月4日から毎週土曜日の午前中に放送されている毎日放送（MBS）制作の情報番組。番組の通称は「サタプラ」で、MBS本社（大阪市北区茶屋町）内スタジオからレギュラーで生放送を実施している唯一の全国ネット番組でもある。
2020年3月28日までは生活情報番組として放送されていたが、スポーツ情報番組としてのリニューアル（同年4月4日から7月25日まで）を経て、同年8月1日から生活情報番組へ再リニューアル。再リニューアル後は、独自調査によるランキング企画を主に編成しているほか、2023年3月4日から9月30日までは一般視聴者による放送中のスタジオ観覧（公開放送）を実施していた。

## 概要
2003年3月29日から2015年3月28日まで12年間にわたって放送された『知っとこ!』の後継番組で、メインキャスター（MC）には、丸山隆平（関ジャニ∞）、小堺一機、小島瑠璃子の3人を起用。丸山が情報番組のメインキャスターを務めることや、小堺が在阪局制作の生放送番組にレギュラーで出演することはいずれも初めてである。
番組開始当初のキャッチフレーズは「いきるために、必要な情報をプラス」で、2020年3月28日までは、生活に関する情報を中心に扱っていた。当初は「健康」と「お金」にまつわる話題に焦点を当てていた が、数回にわたる企画や構成のリニューアルを経て、2019年8月以降は「オトナのための楽しい週末講座」というコンセプトで放送。クイズや雑学を交えながら、生活の知恵・マナーや、世間で話題の店舗・サービスに関する情報を主に取り上げていた。その一方で、2017年9月23日放送分までのタイトルロゴには正式な番組タイトル（『サタデープラス』）を記していたが、翌週（30日）以降の放送では通称の「サタプラ」を使用している。
2020年3月28日放送分で小堺がMCを退いたことに伴って、翌週（4月4日放送分）から丸山と小島のダブルMC体制へ移行した。また、上記のコンセプトから一転して、「食」「音楽」「青春」「感動」などのテーマを扱う「スポーツ生バラエティ番組」にリニューアル。スポーツに関する（記録や勝敗以外の）面白い話題を掘り下げるほか、制作局・毎日放送のアナウンサーが主に担当している「プレゼンター」（進行役）の顔触れや、番組のタイトルロゴやスタジオセットなども一新した。さらに、フルマラソン中継の解説で知られるオリンピアンの増田明美（元・女子マラソン選手）をナレーターに起用している。増田はナレーションの収録VTRにも顔を出しているが、日本国内で新型コロナウイルスへの感染が拡大している時期のリニューアルであったため、実際には当初計画されていた内容を徐々に変更。（感染の防止に有効とされる）在宅生活を充実させるコツを「詳しい人」（専門家など）に学ぶ企画を加えるなど、リニューアル前の生活情報路線へ回帰しているほか、世界中の絶景をドローンなどで撮影した映像・写真を紹介する企画を組み込んでいた。
2020年8月1日放送分からは、生活に欠かせないグッズ、視聴者が気になる情報、グルメ、スポーツの名場面・好プレー・想像を絶するパフォーマンスを番組独自のランキングで紹介するランキング情報番組へ再リニューアル。増田の顔出しを伴うナレーションをランキング企画の一部で継続する一方で、番組の進行、コーナータイトルのコール、出演者へのコメントの振りを天の声（声優の田中真弓）が担う構成に変更された。
なお、『知っとこ!』の後期（2011年10月1日）から前枠に編成されていた『サワコの朝』（毎日放送とTBSテレビの共同制作による全国ネット番組）が2021年3月27日放送分で終了することに伴って、翌週（4月3日）からは『サワコの朝』の放送枠（7:30 - 8:00）を当番組に編入。当該時間帯での全国ネット体制を維持したまま、放送時間の拡大・放送開始時刻の繰り上げによって、放送時間を7:30 - 9:25に変更した。毎日放送制作土曜朝のワイドショーのレギュラー放送枠を7:30 - 9:25に編成する事例は、『知っとこ!』の一時期（2006年4月15日 - 2011年9月24日）以来10年ぶりである。また、MCの丸山・小島が続投する一方で、不定期で出演していた浜口京子（元・女子レスリング選手でアニマル浜口の長女）が増田と同様の役割でレギュラー陣に加わった。
2022年の初回放送（1月8日）からは、「スポーツ生バラエティ番組」へのリニューアル以来三ツ廣政輝が担ってきたスタジオでの進行役を、「ひたすら試してランキング」（リニューアル後から放送されている人気調査ロケ企画）リポーターの清水麻椰（いずれもMBSアナウンサー）が兼務している。「天の声」を務めていた田中が3月26日放送分で卒業したことに伴って、丸山と清水が共同で進行する体制へ移行したほか、一部コーナーのリニューアルも実施している。
もっとも、毎日放送では2022年の4月改編で、『所さんお届けモノです!』（東京支社が事前収録で全国ネット向けに制作する30分番組）の放送枠を日曜日の17時台前半から土曜日の7時台後半（2021年3月まで『サワコの朝』を編成していた時間帯）に移動させた。厳密には移動後の放送枠が『サワコの朝』時代より2分短く（7:30 - 7:58の28分間に）設定されたため、当番組では同年4月2日から7:58スタートへ変更するとともに、放送時間を87分間（7:58 - 9:25）に短縮。毎日放送の関西ローカル向け編成では、同年の10月改編で「スーパーサタデー」と称する自社制作番組ゾーンが土曜日の早朝から夕方までの時間帯に新設されたため、当番組や『所さんお届けモノです!』もこの改編を機に「『スーパーサタデー』内のレギュラー番組」と位置付けられている。
2022年9月24日放送分で、番組の開始当初からMCを務めてきた小島が当番組を卒業（詳細後述）。翌週（10月1日）以降の放送では、丸山が単独でMCを務めるほか、清水がスタジオ進行（サブMC）と「ひたすら試してランキング」を引き続き担当している。また、小島の後任を立てない代わりに、月替わりで「マンスリースペシャルゲスト」を迎えている。「マンスリースペシャルゲスト」については、新井恵理那（出演した同年10月の時点では『所さんお届けモノです!』のMC）を皮切りに女性が続いていたが、ワールド・ベースボール・クラシック（WBC）が開催された2023年3月には男性から初めて鳥谷敬（パナソニック野球部のコーチで元・阪神タイガース→千葉ロッテマリーンズ内野手）を充てている。
番組の開始当初から8年半にわたってMCを続けてきた丸山と、2020年4月から3年半にわたってナレーションを担当していた増田は、2023年9月30日放送分で当番組を揃って卒業。翌週（10月7日）からは、サブMCの清水とスタジオパネラーのアンミカがMCに昇格したほか、正門良規（Aぇ!group）とアンタッチャブルの山崎弘也・柴田英嗣を加えた「5人MC体制」で再スタートを切った。また、ゲストをマンスリー制から週替わり制へ戻したほか、番組のタイトルロゴやスタジオセットを一新。「あの国のお買い物見せていただきました!」という海外ロケ企画や、尾形貴弘（パンサー）が日本各地の高校をロケで巡る「パンサー尾形の青春サンキュー～探せ未来の一番星～」という企画などを新たに放送する一方で、2023年10月・11月には「ひたすら試してランキング」を放送する間隔を変更していた。

## 出演者

### MC
いずれも、2023年10月7日から担当。
- 山崎弘也・柴田英嗣（アンタッチャブル）
  - 放送上は、「〇分○○秒でわかる!明るいちょいプラニュース」（MCへの就任と同時に新設されたコーナー）の進行を主に担当[12]。
- 正門良規（Aぇ!group）
  - 「ありがとうと伝えたいあなたの1枚」（所属事務所での先輩に当たる丸山のMC時代からエンディングで放送）の進行を主に担当。
  - 当番組では、正門のMC起用を伴う2023年10月のリニューアルを機に、Aぇ！groupの『＋You』をテーマソングに採用している。
- アンミカ
  - 2023年9月までは、パネラーとしてスタジオへ随時出演。VTR企画のプレゼンターを務めることもあった。
  - MCへの就任を機に、「アンミカのきらめきニュース」「アンミカのポジティブ天気予報」[注 4]をなどのスタジオ企画を進行するほか、「アンミカの人生一番散歩」という冠ロケ企画を新たに担当している。
  - 不定期に番組を欠席することがある。
- 清水麻椰（MBSアナウンサー、2020年4月4日からレギュラーで出演）
  - 2019年にMBSへ入社。テレビ・ラジオを通じて全国ネット番組へのレギュラーデビューを、当番組で果たした。
  - 2022年9月までは、「プレゼンター」という肩書で出演[14]。ランキング情報番組へのリニューアル後は、長時間の体験取材を伴う「ひたすら試してランキング」を主に任されている。同コーナーは事前収録だが、2021年度には、関西ローカルで土曜日の午後に随時編成されていた『土曜のよんチャンTV』（最長で3時間にわたった関西ローカル向けの生放送番組）のアシスタントも担当[15]。当番組では、2022年1月8日放送分からスタジオでの進行役も兼務している。
  - 2022年1月29日放送分でもスタジオでの進行を予定していたが、体調不良がきっかけで前日までにPCR検査を受診したところ、陽性反応が確認された。当番組ではこの結果を受けて、同日と翌週（2月5日放送分）で三ツ廣をプレゼンターに急遽復帰させた[16]が、検査前に収録した「ひたすら試してランキング」のロケ映像については当初の予定に沿って放送した。2月12日放送分から、スタジオへの出演を再開[17]。
  - 『土曜のよんチャンTV』は1年で終了したものの[18]、当番組と並行しながら『プレバト!!』（MBS東京支社の制作による東京での収録番組）のアシスタントを2022年4月21日放送分から本格的に務める[19]ことに伴って、在阪局の現職アナウンサーとしては珍しく「本社と東京支社で別々に制作する全国ネット番組へ同じ時期にレギュラー出演」という事態に至っている。
  - 小島が当番組を卒業したことを受けて、2022年10月1日放送分から「サブMC」を兼務。小島がMCの在任中に出演していた番宣CMでは、在任中に続いて「プレゼンター」の立場で「ひたすら試してランキング」のロケに臨んだ映像が放送されているほか、「サブMC」への就任を機にエンディングの映像にも丸山と揃って登場していた。
  - 2023年4月1日放送分では、体調不良を理由にスタジオへの出演を見合わせたため、後輩アナウンサーの前田春香がサブMCを代行。前田は、2022年4月から毎週土曜日の午前中に『せやねん!』（毎日放送が当番組の後枠で関西ローカル向けに生放送）で「どこいこ!」（グルメ紹介企画）のスタジオプレゼンターを任されている関係で、当番組でサブMCを代行した後にも「どこいこ!」へ登場していた。
  - 2023年7月8日放送分でも体調不良を理由にスタジオへの出演を見合わせたため、後輩アナウンサーの山崎香佳がサブMCを代行。喉の不調に起因する前田春香の療養を受けて、『せやねん!』でも同年5月13日放送分から「どこいこ!」のプレゼンターを暫定的に代行している山崎は、「生放送のレギュラー番組で本来のレギュラー出演者の代理を2番組連続で務める」という異例の事態に対応した。
  - 丸山がMCを卒業したことに伴って、2023年10月7日からMCに昇格。本編全般のスタジオ進行と並行しながら、「ひたすら試してランキング」でのロケ調査を続けている[12]。

#### MCの変遷
| 期間          | 期間          | MC       | MC       | MC                                     | MC         |
| ------------- | ------------- | -------- | -------- | -------------------------------------- | ---------- |
| 2015年4月4日  | 2020年3月28日 | 丸山隆平 | 小堺一機 | 小島瑠璃子                             | 小島瑠璃子 |
| 2020年4月4日  | 2022年9月24日 | 丸山隆平 | N/A      | N/A                                    | N/A        |
| 2022年10月1日 | 2023年9月30日 | 丸山隆平 | 清水麻椰 | N/A                                    | N/A        |
| 2023年10月7日 | 現在          | 正門良規 | 清水麻椰 | アンタッチャブル（山崎弘也・柴田英嗣） | アンミカ   |

### マンスリースペシャルゲスト
- 2022年10月1日放送分より2023年8月放送分まで配置[8]。

| 期間   | 期間 | ゲスト     | 備考     |
| ------ | ---- | ---------- | -------- |
| 2022年 | 10月 | 新井恵理那 | [ 注 6 ] |
| 2022年 | 11月 | 神田愛花   | [ 注 7 ] |
| 2022年 | 12月 | 狩野舞子   |          |
| 2023年 | 1月  | 鈴木紗理奈 |          |
| 2023年 | 2月  | 本上まなみ |          |
| 2023年 | 3月  | 鳥谷敬     | [ 注 8 ] |
| 2023年 | 4月  | はな       |          |
| 2023年 | 5月  | 黒谷友香   |          |
| 2023年 | 6月  | 浅野ゆう子 |          |
| 2023年 | 7月  | 真飛聖     |          |
| 2023年 | 8月  | 知花くらら |          |

### コーナー担当
- 稲垣飛鳥（不定期出演）
  - VTRにのみ出演。料理研究家であり、菊地亜美と共に「意外な食材かけ合わせランキング」を担当。
- ビビる大木
  - 2023年10月から「アンミカの人生一番散歩」が新設されたことを機に、VTR限定で出演。
- 岡田圭右（ますだおかだ）
- 紫吹淳
  - いずれも、2023年10月から放送されている「うっかりファミリー」のVTR限定で出演。岡田は「うっかりパパ」、紫吹は「うっかりママ」に扮している。
  - 放送回によっては、他の著名人（佐々木健介・北斗晶夫妻など）が「うっかりファミリー」として登場することもある。
- 藤本美貴（放送上の呼称は愛称でもある「ミキティ」）
- コカドケンタロウ（ロッチ）
  - いずれも、2024年9月から月に1回のペースで放送されている「絶対損したくない!ちゃっかり検定」のVTRにのみ出演。実際に姿を現しているのは藤本のみで、コカドは「ぬけぬけさん」（「ミキティの相棒」という設定の人形）に声を当てている。

### パネラー（ゲスト）
特に出演頻度の多い人物は以下の通り。（五十音順）
- 梅沢富美男
- 岡田圭右（ますだおかだ）
- 春日俊彰（オードリー）
- カズレーザー（メイプル超合金）
- 小杉竜一（ブラックマヨネーズ）
- 鈴木紗理奈
- 野々村友紀子
- 松嶋尚美
- ギャル曽根

岡田と野々村は、VTR限定で「プレゼンター」を務めることがある。
野々村は、夫（「2丁拳銃」の川谷修士）と共演することもある。
松嶋は、「オセロ」（お笑いコンビ）で活動していた時期に、中島知子（当時の相方）と揃って『知っとこ!』のMCを務めていた。
2023年9月まで週替わりに2～3名が出演していた。

### ナレーター
いずれもMBSのアナウンサーで、2023年10月7日放送分から担当。
- 関岡香（「あの国のお買い物見せていただきました」）
  - 前身番組の『知っとこ!』でも、「こどものみかた」「ステキな国産」といったVTRコーナーのナレーションを担当していた。
  - 担当4回目（2023年10月27日放送分）でのナレーションによって、アノンシスト賞（MBSを含むJNN・JRNの加盟局から優秀なアナウンサーを毎年表彰する制度）の第49回（2023年度）で「テレビ読み・ナレーション部門」の優秀賞を受賞[24]。2024年4月でMBSの正社員定年（60歳）に達したことを機に、同局の現職女性アナウンサーとしては初めての「シニアスタッフ」（嘱託社員）へ移行したため、当番組では翌5月以降も「MBSアナウンサー」としてナレーションを続けている。
- 福島暢啓（「ひたすら試してランキング」「アンミカの人生一番散歩」）
  - 『知っとこ!』の末期で情報キャスターを担当した後に、2017年8月19日から2020年3月28日まで、「情報プレゼンター」という肩書で当番組にレギュラーで出演[25]。後述する「マルわかり!1週間」で、ロケ取材とスタジオ報告を担当していた。
  - 『知っとこ!』の末期でも情報キャスターを担当。当番組でも、毎日放送代表の取材リポーターとして派遣された世界陸上ロンドン期間中の放送（2017年8月5日・12日）で、ロンドンからの生中継に登場していた。
  - 一時降板後の2021年4月から、『土曜のよんチャンTV』のMCを1年間担当[15]。同年10月からは、『THE TIME,』（TBSテレビの制作による平日早朝の生放送番組）内の「列島リアルタイム中継」において、毎日放送（近畿広域圏・徳島県）担当のキャスターとして全国ネット番組へのレギュラー出演を再開している。
  - 関岡とは2019年10月から、『福島のぶひろの、金曜でいいんじゃない?』→『福島のぶひろの、いんじゃない?』（MBSラジオで毎週金曜日の夕方に生放送）で共演中。自身は2023年10月から、ナレーターとして当番組へ3年半振りに復帰している。

### 過去の出演者

#### MC（過去の出演者）
- 丸山隆平（関ジャニ∞、2015年4月4日 - 2023年9月30日）
  - 関西以外の地方で関ジャニ∞のライブなどが放送の当日または前夜に開催されることがあらかじめ決まっている場合には、休演かライブ会場のある地域からの生中継による出演で対応していた。
  - 2020年には新型コロナウイルス感染者との濃厚接触、2022年には自身の感染が確認されたことを受けて、当番組への出演を一時見合わせている（休演期間中の代演者については後述）。
    - 2020年には、新型コロナウイルスに感染していた大倉忠義（関ジャニ∞）との濃厚接触が所轄の保健所から確認されたことを受けて、9月26日・10月3日放送分を休演[26][27][28]。10月10日放送分から出演を再開した[29]。

  - 番組開始当初からのMCでは最も長く、8年半にわたってレギュラー出演。最後の出演日に放送された「ひたすら試してランキング」では、清水と揃って調査ロケに参加していた[30]。
- 小堺一機（2015年4月4日 - 2020年3月28日）
  - 在阪局制作のテレビ番組でレギュラーを務めるのは、当番組が初めてであった[注 9]。
- 小島瑠璃子（2015年4月4日 - 2022年9月24日）
  - 当番組開始前の2013年度から2020年度まで、全国高校ラグビーの開催期間中（年末年始）にMBSのテレビが制作する全国大会のダイジェスト番組で大畑大介と共にキャスターを担当。当番組でも、大会期間直前の放送内で、大会やダイジェスト番組を告知している。2017年3月までは『S☆1』（TBSテレビ本社スタジオから生放送のスポーツ情報番組）土・日曜日のキャスター陣に名を連ねていた。
  - 当番組へ出演していた2022年1月22日（土曜日）から喉に異変を感じていたことに加えて、翌23日に発熱したためPCR検査を受診したところ、新型コロナウイルスへ感染していることが判明。この結果を受けて、1月29日放送分への出演を見合わせた[31]。
    - 1月22日の放送には、丸山のみリモート方式で東京から出演していた。このため、29日放送分では丸山が単独でMCを担当。小島は2月5日放送分から、丸山と共にリモート方式で出演を再開した[32]。

  - 自身の意向で2023年から中国の大学へ留学することを2022年8月8日に公表したことを受けて、2022年9月24日放送分をもって当番組のMCを卒業した[7]。
  - 卒業後は中国での生活に加えて、結婚や第一子の懐妊などで芸能活動を休止しているが、2023年9月23日（秋分の日）放送分に「サプライズゲスト」として生出演。「テレビ番組への出演自体が（当番組の卒業以来）1年振り」とのことで、翌週（9月30日）の放送でMCを卒業する丸山に花束を手渡したほか、中国語を交えながら近況を語っていた[33]。

##### 歴代のMC代理者
いずれも関ジャニ∞のメンバーで、上記の事情から丸山に代わって出演。
- 2020年9月26日：村上信五[27]
- 2020年10月3日・2022年4月30日・5月7日：横山裕[28][34][35]

### 過去のパネラー（ゲスト）
過去に出演頻度が多く出演していたが2023年10月のリニューアル以降出演しなくなった人物を記載。
- 久本雅美
- 銀シャリ（鰻和弘・橋本直）

銀シャリは、生放送に挿入されるスポンサーのインフォマーシャル（事前収録のVTR）にも一時出演していた。

#### 情報プレゼンター
- 西村麻子（MBSアナウンサー、2015年4月4日 - 2019年3月30日） 
  - 全国ネット番組へのレギュラー出演は当番組が初めて。後輩アナウンサーの福島がレギュラー陣に加わるまでは、毎日放送のアナウンサーからただ1人、レギュラーで出演していた。
  - 2018年5月中旬から声帯結節の影響で発声に支障を来したため、同月19日放送分から休演[36]。休演期間中は、司会陣が西村の役割を事実上分担していた。7月7日放送分では平成30年7月豪雨に伴う地元・京都からの中継リポートを急遽担当。14日からはスタジオ出演も再開していた。
  - レギュラー出演を終了してからも、中継リポーター[注 10]を担当することや、後任の福島が休暇などでスタジオへ出演できない場合に情報プレゼンターへ復帰することがあった。
- 広瀬駿（南気象予報士所属の気象予報士、2018年11月3日 - 2020年3月28日）
  - かねてから放送していた週末の全国向け天気予報コーナーのリニューアルを機に、レギュラー出演を開始。毎日放送報道局の気象情報部と専属契約を結んでいる関係で、2016年10月1日から、同局が当時制作していた他のテレビ番組（『ちちんぷいぷい[注 11]』、『VOICE[注 12]』→『ミント![注 13]』）でも気象キャスターを務めている。
  - 広瀬がレギュラーで出演する前までは、歴代のレギュラーアナウンサー（西村か福島）が、番組内の天気予報を担当。広瀬自身も、毎日放送の気象キャスターとして、日本列島に異常気象が予想される場合に気象概況の解説で登場することがあった。プレゼンターとしての出演を終了してからも、上記の場合には、毎日放送本社内の報道フロア[注 14] から気象概況を伝えている。2021年4月改編からは、『よんチャンTV』（『ちちんぷいぷい』『ミント!』の後継番組）の天気予報を担当。2023年4月改編からは、『よんチャンTV』への出演を木・金曜日限定で続けながら、月・火曜日の夕方に『Nスタ』（JNN全国ニュースパートと任意ネットパートを内包しているTBSテレビ制作の報道・情報番組）の気象キャスターを務めている。
  - 通常はエンディング付近で天気予報を伝えるだけだが、フィギュアスケートの大ファンであることから、フィギュアスケート関連の企画にも随時登場していた。
- 三ツ廣政輝（MBSアナウンサー、2020年4月4日 - 2021年12月25日・2022年1月29日・2月5日）
  - 2018年の入社を経て、2019年からスポーツアナウンサーとしても活動。レギュラー出演前の2020年1月6日には、小島とのコンビで、毎日放送本社のスタジオから『S☆1』向けに第99回全国高校ラグビー大会の試合結果を伝えていた。
  - 田中が「天の声」に起用されてからは、田中と共同で生放送を進行。田中からは、苗字の「三ツ廣」（みつひろ）にちなんで「みっくん」と呼ばれている。2020年10月からは、番組内の天気予報（「あなただけに!ご当地お天気プラス」）も担当。
  - レギュラー出演を終えてからも、清水が新型コロナウイルスへの感染によって出演を見合わせた回（2022年1月29日・2月5日）でプレゼンターを代行している。

### ナレーター（ナビゲーター）
- 増田明美（2020年4月4日 - 2023年9月30日）[10]
  - 「スポーツ映像ココ見てランキング」（2020年8月 - 2022年3月）「幸せいっぱい!自己流ライフ」「最高峰の○○旅」のナレーションを担当。2020年7月までは、VTRにのみ出演していた。

### 気象キャスター
- 関西ジャニーズJr.のメンバーから週替わりで2名が出演（2020年10月3日 - 2023年9月29日）[37][注 15]
  - 2020年の4月改編直後は、関西ジャニーズJr.（2023年10月17日から「ジュニア」に改称）のメンバーから、藤原丈一郎（なにわ男子）・嶋﨑斗亜・西村拓哉（Lil かんさい）が「絶景を走る」（日本国内の絶景スポットを走るロケ企画）にVTR出演[38]。放送上は、藤原が毎週、嶋﨑と西村が週替わりで登場していた。しかし、新型コロナウイルスへの感染拡大による影響でロケの休止が相次いだことに伴って、同年8月1日の再リニューアルを機にレギュラー出演を一時降板。後に、パネラーとして不定期で交互に出演していた。この間にも公式サイトでは3名をレギュラー出演者として扱っていたが、10月改編で「あなただけに!ご当地お天気プラス」を新設したことに伴って、関西ジャニーズJr.のメンバーが（異常気象時を除いて）同コーナーへ交互に出演する体制へ移行。藤原・嶋﨑・西村のレギュラー（不定期出演のパネラー）扱いも続いていた。
  - 2023年10月のリニューアル以降は、異常気象が発生していない場合に、清水とアンミカが気象キャスターを兼務。発生している場合には、広瀬がスタジオで解説役を担っている。

#### その他の出演者
「Dr.プラス」コメンテーター
- 木下博勝

「マネー.プラス」コメンテーター
- 森永卓郎、川口一晃

「ハート.プラス」リポーター
- 飯尾和樹（ずん）、山下真司、照英

「パンサー尾形の青春サンキュー～探せ未来の一番星～」リポーター
- 尾形貴弘（パンサー、2023年10月 - 2024年1月）
  - VTRにのみ出演[12]。

レギュラーリポーター
- ウド鈴木（キャイ〜ン、2018年12月1日 - 2019年9月21日）
  - 「ウド・ペリー・鈴木」と称して、後述する「ごめんください!"鎖国メシ"」のロケVTRにのみ出演。
- 伊藤翔真・伊藤篤志（関西ジャニーズJr.、2019年10月5日[39][40] - 2020年3月28日）
  - 後述する「初めてのひとくち」のロケVTRにのみ出演。実の兄弟（翔真が篤志より1歳年上）であることから、放送上は「伊藤兄弟」として登場していた。翔真・篤志とも、テレビ番組へのレギュラー出演は初めてであった。なお、篤志は「あなただけに!ご当地お天気プラス」の第1回（2020年10月3日放送分）にも、丸岡晃聖とのコンビで出演している。
- 浜口京子（不定期出演、2021年3月13日 - 不明）
  - VTR出演。不定期企画担当。
- 友近（不定期出演 ）
  - VTR出演。不定期企画「友近のオタク訪問」を担当。
- 赤井英和夫妻（同上）
  - VTR出演。「最高峰の○○旅」を担当。
- 3時のヒロイン（同上）
- ぼる塾（同上）
- 藤崎マーケット（同上）
  - VTR出演。「ローカルスーパーマーケット巡り」（ご当地の食材で鍋作り）を担当。
- 藤岡弘、（不定期出演）
  - 2023年4月より、中継企画「藤岡弘、の3分散歩生中継」を担当。

2020年3月までは、ロザンの宇治原史規・菅広文（当時は『ちちんぷいぷい』『ミント!』火曜日のレギュラー出演者）が、スタジオパートの全編や番組内のインフォマーシャル（事前収録）へ定期的に登場していた。

## 主なコーナー

### 現在（2024年9月以降）
ひたすら試してランキング
- 本番組のオープニング直後からのコーナーで、生活に役立つグッズ、家電製品、市販されているレトルト食品[注 16]などを、白衣姿の清水が長時間にわたって実際に使用（調理・試食）した感想を基にランキングを作成。放送上はベスト5形式で紹介する。
- 清水は2021年12月まで、この企画にのみVTRで出演。放送1年目の2020年には、延べ235時間の収録で331種類もの商品を調査した。2020年の最終放送であった2時間スペシャル（12月26日）では、同年中に放送済みの調査内容を基に、家電・日用品部門（241種類）と食品部門（6ジャンル・90商品）から部門ごとに自身の独断で「サタデミー賞」（年間大賞）を決定[41]。2021年からは、放送済みのランキングで1位に入っていた商品を対象に、上半期（1 - 6月）と下半期（7 - 12月）の「サタデミー賞」を上記の部門ごとに選出している。ちなみに清水は、「サタデミー賞」の発表時のみティアラを着用するほか、上位に入った商品の発売元の代表者へのインタビューを担当。インタビューの後には、代表者からの「プレゼント」（発売元は同じながら過去の放送では扱っていなかった商品）の試着・試用・試食にも取り組んでいる。
- ランキングの決定については、清水の感想だけではなく、数値で比較できる特徴を清水が同じ条件で計測した結果も考慮。番組専属のフードコーディネーターなど、専門家の評価を織り交ぜることもある[注 17]。
  - 実際には、評価対象の商品の売上が清水などの率直なコメントによって大きく変わることが相次いでいて[42]、売上の好転や急増が「サタプラ売れ」と表現されるまでに至っている。現に、2021年に入ってからのテレビ番組表では「清水麻椰（または清水アナ）」で始まる紹介文を当番組のタイトルに続けるパターンが定着。同年4月2日（金曜日）の『ゴゴスマ -GO GO!Smile!-』（CBCテレビ制作）では、毎日放送が前月（3月15日）から『ちちんぷいぷい』の放送枠で同時ネットを始めたことを背景に、当コーナーからのスピンオフ企画（毎日放送本社内からの生中継によるスティック掃除機の性能比較実験）が「今日はダレなんサー?」（ネット局のアナウンサーが生中継で交互にリポートを担当する企画）内で放送された（清水が毎日放送から初めて「ダレなんサー」として白衣姿で出演）。
- 清水は2022年1月からスタジオでの進行役を兼務しているが、当コーナーを放送する時間帯のみ、スタジオでも白衣を着用。VTRを流す前に「ベスト5」の商品を当日のスタジオパネラーに予想させたり、「ベスト5」に入った商品の現物をスタジオに並べたり、並べた商品の一部を生放送で改めて試食・試用したりするなどの趣向も加えているため、放送時間が2021年以前に比べて事実上延長されている。
- 2022年2月12日放送分では、前述の通り休養していた関係で、野々村友紀子が当企画を代理で担当した[43]。その後の休演に際しては、休演前に収録済みの調査VTRを当初の予定どおりに放送。
- 2023年10月7日放送分からは、清水の前に「（情報）プレゼンター」を務めていた先輩アナウンサーで、『土曜のよんチャンTV』のMCでもあった福島暢啓がナレーターを担当している。同月は7日のみの放送[13]で、放送の時間帯を番組の中盤（8:30以降）に変更していたが、翌11月には隔週でオープニングの直後から放送している。2023年12月以降は、リニューアル前と同じく、オープニングから毎週放送。

ヒットのココすご!ランキング→おすすめアイテムランキング（いずれも不定期)→ひたすら試したランキング
- 稲垣飛鳥のような料理研究家、IKEA・コストコ・業務スーパーなどを頻繁に利用する女性[注 18]、グルメマニアが人気レストランのおすすめメニューや人気商品をランキング形式で紹介する。2022年に入ってからの稲垣出演回では、「ひたすら試してランキング」での清水と同様に、「稲垣飛鳥」で始まる紹介文を番組表に組み込むことが相次いでいた。
- 2023年の11月からは、「ひたすら試したランキング」というタイトルで、「ひたすら試してランキング」と交互に放送。上記の女性が個人的に「試した」うえで作成したランキングをベスト5方式で紹介している。ちなみに、「試してランキング」のロケで商品を「試して」いる清水は「試したランキング」のロケに参加せず、スタジオでの進行に専念。

ありがとうと伝えたいあなたの1枚
- スタジオアリスの単独提供によるコーナーで[44]、「写真には感謝を伝える力がある」というコンセプトに沿って2022年4月2日から放送。家族・友人に伝えたい写真から、あらゆる視聴者に向けて伝えたい写真まで、視聴者から寄せられた「思い出の写真」とエピソードを丸山→正門がスタジオで紹介する。
- 丸山時代は関ジャニ∞の「ひとりにしないよ」、正門時代は曲名不詳のオリジナル音源をBGMに使用。写真とエピソードを紹介された視聴者には、番組オリジナルのフォトフレームをプレゼント。放送上はエンディングパートを兼ねているため、このパートに続いてスタジオアリスのCMを流すことで番組自体を終えている。

うっかりファミリー
- 2023年10月から不定期で放送されているVTR企画。日常生活で「うっかり」犯してしまいがちなミスや、専門家が勧めるテクニック（旬の食材の見分け方・効率の良い掃除術など）を、「うっかりファミリー」（著名人が扮する3人家族）によるショートドラマ風のVTRからスタジオ出演者へのクイズを通じて紹介する。
- VTRには、「うっかりパパ」「うっかりママ」に加えて、「しっかり者の息子」という設定の「ただし君」が登場。「うっかりパパ」や「うっかりママ」に対する「ただし君」の指摘が、クイズのヒントや答えになっている。ただし、「うっかりファミリー」に扮した著名人は、VTRの放送日にスタジオへ登場していない。
- 2024年10月19日に放送された「秋の食材編」のVTRには、風間トオルが「うっかりパパ」、浅野ゆう子が「うっかりママ」として登場。また、2人がかつて他局で共演していた連続ドラマのジャンルにちなんで、トレンディドラマ風の演出が為されていた[45] 。

絶対損したくない!ちゃっかり検定
- 2024年9月14日から、月に1回のペースで放送されているVTR企画。庄司智春（品川庄司）との間に1男2女を授かっている「ミキティ」こと藤本が、日常生活で損をしないための節約術を、スタジオ出演者へのクイズを通じて紹介する。
- 取り上げるテーマは月替わりで、テーマに関連するメーカーや専門家からのアドバイスも加味。放送上は、藤本が「ミキティの相棒」という人形（独身のコカドが声を当てている「ぬけぬけさん」）とやり取りするパートをクイズの合間に挿入している。
- 企画の趣旨が「ひたすら試してランキング」や「うっかりファミリー」に近く、放送上は「ひたすら試してランキング」から直結。ただし、藤本・コカドの出演はVTRのみで、スタジオでは柴田を中心に進行している。

他にも、ランキング関連の特別企画や密着取材企画を、リニューアルの前から不定期で放送している。

### 過去
生中継 朝からどこかで大混雑→朝からどこかで混雑中（2017年8月19日 - 11月11日）
- 当番組を放送する時間帯に混雑する日本国内の人気スポットから、8時台の冒頭と9時台に生中継。ヒロシなどのタレントや、上田まりえなどのフリーアナウンサーが、週替わりでリポーターを務めた。
- 当コーナーを編成する以前にも、不定期で生中継を実施。福島などがリポーターを随時担当していた。

ニッポン○×クイズ旅→一期一会!ニッポン○×旅（2017年9月30日 - 2018年3月31日）
- リポーターが日本各地で人情に触れ合いながら、○×クイズに使えそうな珠玉の題材を探す紀行ロケ企画。前述した「生中継 朝からどこかで大混雑」と同じく、タレントが週替わりでリポーターを務めた。

マルわかり!1週間（2017年8月19日 - 2019年6月29日）
- 8時台に放送するコーナーで、放送週の月 - 金曜日に起こった話題の出来事を、曜日別にニュース映像で振り返っていた。コーナータイトルの「マル」は、メインMCの丸山の苗字に由来するものである。
- 後半には、「マルのここが分からん!」を放送。放送週の出来事から丸山が抱いた疑問を基に、通常のニュース番組では分からないことを当番組で独自に調査した結果を、福島がスタジオや生中継で紹介していた。
- 平成時代最後の月（2019年4月）からは、日本各地からの生中継を組み込みながら、「ニュース8（エイト）!」と称して8項目のニュースを伝えていた。

今週のプレイバックニュース→マルわかり"プレイバック"（2017年8月19日 - 2018年11月24日）
- 「マルわかり1週間」に続いて放送。小堺の進行で、放送週の話題にちなんだ過去のニュース映像を紹介した。丸山が生まれた1983年以降の出来事を紹介する場合には、紹介する年の西暦と共に、当時の丸山の年齢を「丸山～歳」としてオープニングの映像へ表示させることが特徴。

ごめんください!"鎖国メシ"（2018年12月1日 - 2019年9月21日）
- 日本国内のある地域では馴染みが深いのに、他の地域ではほとんど知られていない至極の御当地料理（鎖国メシ）を、現地取材を通じて「開国」（全国に紹介）するロケ企画。コーナータイトルの「鎖国」にちなんで、リポーターのウド鈴木は、当企画のみ「ウド・ペリー・鈴木」と名乗っていた。
- 放送回によっては、日本の開国（明治時代）以降に広まった御当地料理を「鎖国メシ」として取り上げることや、御当地パンを「鎖国パン」として紹介することもあった。
- 2018年の最終放送であった12月29日の「年末マルわかり3時間スペシャル」では、東京・上野のアメヤ横丁からの生中継方式で放送するとともに、西村も中継へ出演。当番組の放送200回目に当たる2019年3月16日放送分では、沖縄県内の「鎖国メシ」探しに丸山も参加した模様を紹介した。

マルわかリサーチ→ヒットの三大自慢（2019年1月12日 - 2019年6月29日）
- 放送時点で世間の話題になっている出来事を、ロケ取材やスタジオ解説を通じて深く掘り下げる企画としてスタート。実際には、ある店舗・エリアにおける特定ジャンルの商品の売上ベスト3を、「ヒットの三大自慢」として紹介することが多かった。

キッズに学ぶ課外授業　初めてのひとくち（2019年10月5日 - 2020年3月28日）
- 現役小学生の伊藤兄弟が、いわゆる「オトナの味」を初めて体験するグルメロケ企画[39]。「課外授業」と銘打っているため、食卓に並ぶ前の生き物の生態や、大人も意外と知らない「食の豆知識」をロケで学んだ模様も放送した[40]。
- 当コーナーの放送をきっかけに、V6の岡田准一（ジャニーズ事務所における伊藤兄弟の先輩）を「園長」というキャラクターに起用しているひらかたパーク（岡田の出身地・大阪府枚方市にある遊園地）の関西ローカル向けテレビCMで、伊藤兄弟を「ちび園長」として岡田と共演させる企画が浮上。最終回では、「初めてのCM」と称して、伊藤兄弟が初めてのCM撮影（2020年の2月中旬にパーク内で収録）に臨んだ模様を放送した。

この他にも、2018年末から2019年7月までは、元・フィギュアスケート女子シングル選手の浅田真央が主宰する 「浅田真央サンクスツアー」 （2021年4月で終了）への密着取材企画を放送。浅田が公演先で御当地の料理やスイーツを食べた模様を、「今週の真央メシ」として紹介していた。

#### 生活情報企画
番組開始当初は、以下のコーナーを単独企画として放送。2017年5月6日以降は一時、「くらしプラス」と称して、番組の後半に編成していた。
Dr.プラス
- 自分と自分の家族の命を守る確かな知識を紹介。著名人や「スーパードクター」と呼ばれる医師の健康法を取り上げるほか、芸能人に対する健康診断企画（詳細後述）をスタジオや事前収録で随時実施している。

マネー.プラス
- 人生のためになる「お金」の使い方を紹介。

ハート.プラス
- 日本各地の「お母さん」の元気な姿に密着。

スタディプラス
- 大人の生きがいとなることを紹介。

2019年7月6日から2020年3月28日までは、以下の企画を主体に放送。「素通りしてしまう些細な事にこそ面白い知識が埋まっている」という視点から、「チョット待って!!」をキーワードに、放送週の世間の話題、身の回りや身体に関する話題、ブームやヒット商品に関する疑問を掘り起こしていた。
今週のチョット待って!!
暮らしのチョット待って!!
ヒットのチョット待って!!
- 「チョット待って!!」という合言葉と共に、紹介VTRを頻繁に中断することが特徴。VTRで紹介中の話題に関するクイズを当日のスタジオ出演者へランダムに出題するほか、「芸能界のもの知り博士宇治原　雑学をプラス」（VTRで紹介中の話題に関する雑学を宇治原が別のVTRかスタジオで紹介するミニ企画）を挿入していた。

ヘビロテアイテムランキング（不定期）
- 料理研究家など著名人の自宅をスタッフが訪問して、普段愛用しているグッズをランキングで紹介する。

スポーツ映像ココ見てランキング
- さまざまなスポーツの衝撃映像や、奇跡の逆転シーンなどを、週替わりのテーマに沿って増田がランキング形式で紹介。スポーツだけではなく、神技的な技術で制作されたアートなどの芸術作品やハプニングなどの面白い映像も取り上げていた。
- 増田は、ナレーションの収録スタジオからVTRの前後に登場。2020年は、放送当日のテーマにちなんだ余芸（川柳・顔真似・声帯模写など）を披露していた。2021年からは、前半は「増田明美のサタデーモーニングRADIO」、後半は週替わりに「クイズ世界ますだ発見!」[注 19]、「増田明美の未来タレント名鑑」、「ますだのオモシロあみだくじ」などといったミニ企画が組み込まれていた。スタジオからは増田にツッコミを入れる者がいたが、前述したように増田のナレーションが放送前に収録されていたため、放送上は増田とのやり取りが成立していなかった。
- 増田が諸事情で出演できないことがあらかじめ決まっている場合にも、スタジオ出演者へのサプライズ企画として、代役を立てて収録していた（詳細後述）。
- 2022年3月まで毎週放送されていたが、同年4月から「最高峰の○○旅」「自己流ライフ」へ変更されたことに伴って、当企画を開始した時点での番組コンセプトであった「スポーツ情報バラエティ番組」の要素も事実上消滅。増田は「最高峰の○○旅」や「自己流ライフ」でもナレーションを続けているが、「ココ見てランキング」のような演出までは施していない。

幸せいっぱい! 自己流ライフ
- 都会から人里離れた山奥や小さな集落などに移住した家族または夫婦、転職などで人生の挫折を乗り越えて、成功した人などへのロケ取材企画で、2022年4月から放送。一般の家庭とはひと味もふた味も違う「自己流生活」の実態を、丸一日にわたる密着取材を通じて、現在に至るまで幸せになった経緯を紹介する。

あなただけに! ご当地お天気プラス （2020年10月3日 - 2023年9月29日）
- 週替わりで出演する関西ジャニーズJr.のメンバーが視聴者からの手紙を読み上げた[注 20][注 21]後に、視聴者が知りたいピンポイント（旅行先や行楽地など）の天気予報と、日本全国の天気予報をプレゼンターの三ツ廣→清水が伝えていた。その間には、Jr.のメンバーが関ジャニ∞の曲（曲は週替り）に合わせてダンスを披露する映像を画面の左側、Google Earthによるその地域の衛星画像と視聴者からの画像を画面の右側に表示。また、視聴者からのピンポイント天気予報では、ウェザーニューズによる予報を画面の下側に表示していた。

クイズ!日本列島まるっと円グラフ（2022年10月 - 2023年9月29日）
- さまざまなテーマで街頭などのアンケートを基に、回答率の割合を予想させるクイズを丸山とスタジオパネラーに出題。コーナータイトルの「まるっと」は丸山の苗字にちなんでいて、正解者には円形のスイーツが食べられるようになっていた。

最高峰の○○旅
- 2022年1月から放送を開始。赤井英和夫妻を初めとする著名人の夫妻[注 22]が旅を楽しみながら、その土地ならではの名物、最高峰の料理を堪能する。
- 2022年3月までは、「赤井から妻への感謝を込めたおもてなし」をテーマに、「赤井英和が奥様をおもてなし!幻の〇〇旅」→「赤井英和夫婦が行く!地元のいいとこ聞き込み旅」というタイトルで放送していた。

#### その他の企画
絶景を走る（2020年4月4日 - 5月頃？）
- 放送上は、藤原・嶋崎コンビによる収録回と、藤原・西村コンビによる収録回を隔週交互に流していた。新型コロナウイルスへの感染拡大の影響でロケの見合わせが続いた結果、再開されないまま事実上終了。

パパっと作れるまるちゃんのパパめし（2022年3月まで）
- 「パパ」でも「パパッと」（簡単に）作れて美味しい料理（パパめし）のレシピを公式サイトで募集。寄せられたレシピを基に、丸山が実際に調理した模様を写真で紹介する。BGMは関ジャニ∞の「ワッハッハー」で、本企画が番組最後のコーナーであったことから2021年3月まではエンディングまで継続して使用されていた。

以下のコーナー・企画はいずれも、2023年10月7日放送分からのリニューアルを機に開始。
あの国のお買い物見せていただきました→日本と大違い！やっぱり世界は広かった！
- 「何気ない日常のお買い物を見せてもらうと、その国の文化やライフスタイルがわかる! 観光に行くだけではわからない」と銘打った海外での密着取材ロケ企画。企画の趣旨は「世界の朝ごはん」（『知っとこ!』で長年放送されていたロケ企画）に近く、特定の街で収録したロケの映像を数回にわたって放送することもある。
- 開始の初月のみ、「ひたすら試してランキング」に代わって、オープニングから毎週放送されていた。2023年11月以降は、放送の時間帯を「ひたすら試してランキング」と入れ替える格好で番組の中盤（8時台の後半）へ移動。2024年1月以降は、その国の文化、食生活、風習、豪邸を紹介する企画に変更された。変更の直後は「日本と大違い！やっぱり世界は広かった！」というタイトルを付けていたが、同年2月17日以降はコーナータイトルを統一せず、不定期での放送に移行している。

○分○○秒でわかる!明るいちょいプラニュース
- 放送日までの1週間に報じられたニュースから、視聴者が知って得する情報や、思わず笑ってしまう情報を、大小織り交ぜながら関連映像と共に紹介。清水以外のMC陣から週替わりで1名に向けてランダムに出題する「VTRクイズ」や、アンミカが「心がきらめく」という視点で選んだ「アンミカのきらめきニュース」も放送していた。

パンサー尾形の青春サンキュー～探せ未来の一番星～
- 2023年10月14日から2024年1月13日まで、月に1回のペースで放送。尾形は、ロケVTRにのみ登場していた。

アンミカの人生一番散歩
- アンミカとビビる大木が下町情緒あふれる街を散策する企画で、2023年10月21日から月に1回のペースで放送。老舗の飲食店や地元の住民に愛される場所を訪れたうえで、出会った人々に「人生の一番（と感じること）」を尋ねていた。ちなみに、初回のロケ先は神田（東京都千代田区）だった。
- 2024年に入ってから放送が途絶えているが、ビビる大木が出演するロケ企画は、アンミカ以外の芸能人をゲストに迎えながら不定期で実施している。

## ネット局と放送時間
| 放送対象地域   | 放送局                    | 系列    | 放送時間               | 備考       |
| -------------- | ------------------------- | ------- | ---------------------- | ---------- |
| 近畿広域圏     | 毎日放送（MBS）           | TBS系列 | 土曜 7時59分 - 9時25分 | 【制作局】 |
| 北海道         | 北海道放送（HBC）         | TBS系列 | 土曜 7時59分 - 9時25分 | 同時ネット |
| 青森県         | 青森テレビ（ATV）         | TBS系列 | 土曜 7時59分 - 9時25分 | 同時ネット |
| 岩手県         | IBC岩手放送（IBC）        | TBS系列 | 土曜 7時59分 - 9時25分 | 同時ネット |
| 宮城県         | 東北放送（tbc）           | TBS系列 | 土曜 7時59分 - 9時25分 | 同時ネット |
| 山形県         | テレビユー山形（TUY）     | TBS系列 | 土曜 7時59分 - 9時25分 | 同時ネット |
| 福島県         | テレビユー福島（TUF）     | TBS系列 | 土曜 7時59分 - 9時25分 | 同時ネット |
| 関東広域圏     | TBSテレビ（TBS）          | TBS系列 | 土曜 7時59分 - 9時25分 | 同時ネット |
| 山梨県         | テレビ山梨（UTY）         | TBS系列 | 土曜 7時59分 - 9時25分 | 同時ネット |
| 新潟県         | 新潟放送（BSN）           | TBS系列 | 土曜 7時59分 - 9時25分 | 同時ネット |
| 長野県         | 信越放送（SBC）           | TBS系列 | 土曜 7時59分 - 9時25分 | 同時ネット |
| 静岡県         | 静岡放送（SBS）           | TBS系列 | 土曜 7時59分 - 9時25分 | 同時ネット |
| 富山県         | チューリップテレビ（TUT） | TBS系列 | 土曜 7時59分 - 9時25分 | 同時ネット |
| 石川県         | 北陸放送（MRO）           | TBS系列 | 土曜 7時59分 - 9時25分 | 同時ネット |
| 中京広域圏     | CBCテレビ（CBC）          | TBS系列 | 土曜 7時59分 - 9時25分 | 同時ネット |
| 鳥取県・島根県 | 山陰放送（BSS）           | TBS系列 | 土曜 7時59分 - 9時25分 | 同時ネット |
| 岡山県・香川県 | RSK山陽放送（RSK）        | TBS系列 | 土曜 7時59分 - 9時25分 | 同時ネット |
| 広島県         | 中国放送（RCC）           | TBS系列 | 土曜 7時59分 - 9時25分 | 同時ネット |
| 山口県         | テレビ山口（tys）         | TBS系列 | 土曜 7時59分 - 9時25分 | 同時ネット |
| 愛媛県         | あいテレビ（itv）         | TBS系列 | 土曜 7時59分 - 9時25分 | 同時ネット |
| 高知県         | テレビ高知（KUTV）        | TBS系列 | 土曜 7時59分 - 9時25分 | 同時ネット |
| 福岡県         | RKB毎日放送（RKB）        | TBS系列 | 土曜 7時59分 - 9時25分 | 同時ネット |
| 長崎県         | 長崎放送（NBC）           | TBS系列 | 土曜 7時59分 - 9時25分 | 同時ネット |
| 熊本県         | 熊本放送（RKK）           | TBS系列 | 土曜 7時59分 - 9時25分 | 同時ネット |
| 大分県         | 大分放送（OBS）           | TBS系列 | 土曜 7時59分 - 9時25分 | 同時ネット |
| 宮崎県         | 宮崎放送（MRT）           | TBS系列 | 土曜 7時59分 - 9時25分 | 同時ネット |
| 鹿児島県       | 南日本放送（MBC）         | TBS系列 | 土曜 7時59分 - 9時25分 | 同時ネット |
| 沖縄県         | 琉球放送（RBC）           | TBS系列 | 土曜 7時59分 - 9時25分 | 同時ネット |

- 制作局の毎日放送では、レギュラー放送前日（金曜日）の『よんチャンTV』（2020年度までは『ちちんぷいぷい』）内で、翌日の主な放送予定と予告映像を紹介。翌日の放送内容の告知を兼ねたダイジェスト番組『サタデープラス 特別編』を、関西ローカル向けに放送することもある。
- 上述以外にも新年の初回に、前年末に収録した内容を放送することがある。
  - 2017年12月30日は『2018年マルわかりスペシャル』として全局11:00まで延長放送（95分拡大〈8:00 - 11:00〉）を実施。
  - 2018年12月29日は『年末マルわかり3時間スペシャル』として全局10:50まで延長放送（85分拡大〈8:00 - 10:50〉）を実施。
  - 2020年12月26日は『年末2時間スペシャル』として全局7:30より前倒し拡大放送（30分拡大〈7:30 - 9:25〉）を実施。

### 全国ネット向けの特別番組
- 2023年6月25日（日曜日＝16:00 - 16:54）『サタプラ 視聴者の皆さんの声ひたすら調査しました!夏スペシャル』（MC：丸山隆平、サブMC：清水麻椰、スタジオパネラー：野々村友紀子、カズレーザー、真飛聖、「ひたすら試してランキング」調査員：清水、丸山、川谷修士＜2丁拳銃＞・野々村夫妻） 　 　
  - 当番組から派生した特別番組を本来（レギュラー版）とは異なる曜日・時間帯に全国ネットで放送することは初めてで、2022年10月から当番組に寄せられていた「視聴者の皆さんの声」（7,089件のリクエスト）や、「ひたすら試してランキング」をベースに構成。レギュラー版と違ってスタジオパートも事前に収録したほか、「ひたすら試してランキング」の調査ロケの一部には、当時メインMCを務めていた丸山も初めて参加している[46]。
  - 3部構成で、第1部を「ひたすら試してランキング」、第2部を「冷凍パスタを1000倍激ウマアレンジ!」、第3部には「24時間コンビニジム徹底ハリコミ!」（2023年のヒット予測ランキングで1位に選ばれた「24時間営業のコンビニジム」への55時間にわたる密着取材企画）に充当。「ひたすら試してランキング」は「枕」と「おつまみ」の二本立てで、「枕」については丸山と清水[46]、「おつまみ」については清水と川谷・野々村夫妻が共同で調査を担当していた。
- 2024年6月23日（日曜日＝15:30 - 16:30）『日曜もサタプラ!』（MC：アンタッチャブル＜山崎弘也・柴田英嗣＞、アンミカ、清水麻椰、正門良規、「ひたすら試してランキング」調査員：清水・柴田、「世界に誇るメイド　イン　ジャパン見学ツアー」ガイド：なすなかにし＜那須晃行・中西茂樹＞） 
  - 「3大宅配ピザ　ひたすら試してランキング」と「世界に誇るメイド　イン　ジャパン見学ツアー」の2本立てで構成。「3大宅配ピザ　ひたすら試してランキング」では、日本国内における「3大宅配ピザ」（ピザーラ、ピザハット、ドミノピザ）のチェーン店から配達された「マルゲリータ」「照り焼きチキンピザ」「サイドメニュー」を、清水と柴田が試食したうえで独自に評価した。「世界に誇るメイド　イン　ジャパン見学ツアー」では、出身国の異なる5名の外国人が、「関係者以外の日本人でもなかなか入れない」という「ジャパニーズグルメ」（緑茶と焼肉のタレ）の製造工場をなすなかにしの案内で見学した映像を放送。

## 特番による番組休止
- 2015年8月22日と8月29日は「世界陸上2015北京」の開催期間中で放送時間枠に当たるため、休止。
- 2016年1月2日は『青春★美味しい交換留学 日×仏 食のチャレンジャー』（毎日放送制作で全国ネット）放送のため、休止。
- 2016年4月16日は同日未明に発生した平成28年熊本地震（本震）関連のJNN報道特別番組を急遽編成したため、休止。
- 2016年8月13日は「リオデジャネイロオリンピック・陸上予選」（女子100m・男子400m）放送のため、休止。
- 2016年12月31日は『健康カプセル!ゲンキの時間 大晦日!身体の大そうじSP』（8:00 - 9:00、CBCテレビ制作）・『せやねん!・第1部』（9:00 - 11:45、通常より25分前倒し・拡大。毎日放送を除くTBS系列局では別編成）放送のため、休止。
- 2018年8月25日は「アジア大会2018ジャカルタ 男子マラソン」放送のため、休止。
- 2019年9月28日は「世界陸上2019ドーハ女子マラソン」放送のため、休止。
- 年末年始に差し掛かる土曜は特番編成[注 26]との兼ね合いで休止となる。
- 2020東京オリンピック開催期間中（2021年7月21日 -　8月8日）のうち、7月31日（土曜日）には当番組を全編にわたって休止した。TBSテレビ制作分の全国ネット向け競技中継が当日の8:00から放送されたことに加えて、前枠（通常は7:30 - 8:00）に編成されている『東京VICTORY』（同局が全国ネット向けに事前収録で制作する2020東京オリンピック／パラリンピック応援番組）の放送枠を7:00 - 8:00に拡大したうえで、「生放送1時間スペシャル」として編成したことによる。
- 2022年7月にアメリカ合衆国のオレゴン州で開催された「世界陸上2022オレゴン」では、TBSテレビが地上波（TBS系列）向けに中継する競技が日本における早朝（男女マラソン競技・男子競歩競技のみ深夜） - 正午前後の時間帯に組まれていて、競技の第1日（16日）と第8日（23日）が日本での土曜日に当たっていた。このため、両日とも当番組を休止したうえで、早朝（16日は6:00・23日は7:00）から12:30までの時間帯を世界陸上の競技（ナイトセッション）中継に充てた。

## スタッフ（2025年4月以降）
- ナレーター：福島暢啓[50]（MBSアナウンサー）、橋本のりこ[51]
- 構成：やまだともカズ[52]、武輪真人、友光哲也、勝浦慎吾[53]
- リサーチ：七野ヒロユキ、神庭誠[54]、いいのりさ[55]、西尾優希菜[56]
- TM：竹本友亮（MBS）[57]
- TD/SW：永間淳也[58]、桜井康行（MBS）[59]【週替り】
- TD/SW/CAM：上田一路（MBS）[60]【週替り】
- SW/CAM：喜多良平（MBS）[61]【週替り】
- CAM：高石和隆（MBS）[62]、田中宏国(國)（関西東通）、合田大騎、吉村昇、出井雅也、杉本康弘、長尾康平【週替り】
- VE：星田裕司、奥川遼、岩本和也（MBS、岩本→[57]）、浜端俊介・橋本昭男（関西東通、浜端・橋本→[57]）、田村(村田)太平、川崎裕貴、大山弘(浩)明、高瀬勝広[63]【週替り】
- MIX：田中聖二（MBS）、大谷紗代、豊島淳、竹田和寛[64]、中越晴香、金谷宣宏[65]、石田良馬、小島夕輝、宮田史子、河合研二【週替り】
- LD：中東直也、北田研二、木村圭佑、林輝【週替り】
- 音効：山本大輔[66]、右山直樹[67]
- TK：松本美希、村上真紀【週替り】
- VC︰水町智[68]
- 美術：中西勇二（MBS）
- 美術進行：白崎嵩久、藤上幸作、荒井春佳【週替り】
- タイトルデザイン：廣瀬康次郎[69]
- タイトル：浜松芽衣、岡田絢子、三戸舞帆、佐藤奈美、佐藤彩子、由本真穂、宮本由紀子、本川愛子【週替り】
- 編成：藤原大輔[70]（MBS）
- 宣伝：斧志保・石原田千弥（MBS）
- デスク：西城栄里（MBS）、谷口舞佑子、熊谷有希子[71]
- スタイリスト：上野真紀、加藤万紀子、仲美紀江、塚本隆文[71]
- 制作協力：レジスタx1、クリエイティブ・ジョーズ、ブリッジ、FUNS PRODUCTION、D:COMPLEX[72]、ダイズ[73]、TOO+【毎週】、試映館【不定期】（レジスタ・ブリッジ・FUNS・dal・ダイズ→以前は協力）
- 協力：イノセント、ビデオユニテ、戯音工房、音選屋、関西東通、放送映画、サウンドエースプロダクション、アーチェリープロダクション、MABU、グリーンアート、新光企画、藤貴園芸、高津商会、エイティーコーポレーション、フォーミュレーション、FOUR SEVEN.、ステッププラン、ビーム、Yuri's Kitchin、オフィスにし山、南気象予報士事務所、EVA AIR【毎週】、光学堂、View、インターナショナルクリエイティブ、アスカプロダクション、よしもとブロードエンタテインメント[74]、PIXTA、ワイドスタッフ[75]、Studio coody【週替り】
- AD：山崎凛【毎週】、岸本常広、橋村玲南、船津穂、嶋本英輝、竹内茉耶、神田光輝、江口幸心、人見裕司、中村天美、長井彩嘉、沙魚川太晴、藤井史織、根間歩未、飯島花香、福島葵、鈴木さくら【週替り】
- AP：尾崎湖乙
- キャスティング︰吉田弓恵[76]【不定期】
- FD：吉田光希、清水仁義[77]
- ディレクター：山崎久子【毎週】、南繁・佐野真紀[78]（レジスタx1）、金津巧[79]（JAWS）、石田尚生・生田健太郎[80]（MBS）、澤(津)田健三、近藤拓也（一歩本舗）、中村俊之[81]（D:COMPLEX[72]）、中本圭[82]（ブリッジ）、宮井豊・滝村展宏（レジスタx1）、長瀧大市[83]（JAWS）、松本武史、西野佳、東賢一[84]、岡山源、峯松亮太[85]、辻村魁・三田修司[86]（ファンズプロダクション）、小林和樹、藤岡愁一郎[87]（えむき）、橋本直輝[88]、小田晶子（よしもとブロードエンタテインメント）【週替り】
- プロデューサー：中山翔太[89]・田島敦夫[90]（MBS）、古田隆文[91]（レジスタx1）
- 総合演出：亀山陽平[92]（MBS）
- チーフプロデューサー：深迫康之[93]・大島到[94]（MBS）
- 制作：MBS企画（2023年10月7日-、以前は協力、えむき表記）
- 製作著作：MBS

### 過去のスタッフ
- 天の声：田中真弓（2020年8月 -  2022年3月）[注 27]
- ナレーター：高橋茂雄（サバンナ、「マネー.プラス」担当）、木村匡也（「Dr.プラス」「ハート.プラス」担当）、増田明美[96]、鹿瀬ハジメ[97]、関岡香（MBSアナウンサー）[98]【毎週】、豊田記子、スパイシー八木【不定期】
- 構成：たむらようこ、小林仁、吉井三奈子、石坂伸太郎、折原麻里、くらやん[99]、蔭岡翔[100]、坂上大介、八木晴彦[101]、笹部香、竹村武司[102]
- 医療コーディネーター：八坂よし子
- リサーチ：溝上清加[103]、氣久山ひろし、杉本結巳子[104]、新野真希[104]、榎本美岬[105]、中野恵美子[105]（榎本・中野→）、かもんまゆ[106]、大村椿[106]、藤村晃子[107]、斉藤大悟、中尾恵子[100]、船本邦央、姫野まさのり、田中亮治、宮田智也、荒井元気、近藤一朗、滝村富裕、鈴木一史
- TM：永松良仁・竹本亮平（MBS）
- VE：上原英昭、高橋稔、三浦耕次、鈴木哲也（MBS）、中尾元泰
- CAM：河野直美、青木岳史、石田和義、吉岡利晃、寺内浩二、横山大朗、武田和仁（MBS）、福永卓真、薬師寺智久
- AUDIO：中西進二（MBS）、杉本誠
- MIX：松田勇一
- LD：佐藤真史、林輝、笹川溝、田中俊行、疋田展久、岸本紳（MBS）、大杉貴則、吉田和之（MBS）
- TK：浜川鮎美
- EED：林仁美、吉原裕樹、川上忠士、後藤康二、畑菜都季、加田晃紀、柴田展子（イングス）、野畑智樹、加藤丈晴、曽我将史、寺下智、杉野輝雄、川口和真、村井充、藤井小春、西口雅人、粂亮治、山下みゆき
- VTR編集：沖元千(知)尋
- スタジオ音効：西岡慶、衛藤恒明[66]
- 美術：大石真諭（MBS）
- デザイン︰木村真千子、前原清花
- 美術進行：齋藤せいこ、新野知美
- タイトル：鵜飼あゆみ、正冨大樹、中村由衣、徳能翔汰、玉川愛美、村上朋子、井上洸佑、杉浦菜帆
- VRCG：柚山巧
- VIZ：三寺智之、佐野順、妹尾宗一郎、永禮幹康、井上崇【週替り】
- CG：村田英樹、紀野伸子、田中裕司
- スタイリスト：森永ゆか、袴田能生、浅野実希、奥野瞳、青柳裕美、高橋京子[108]、田村徳子、横田依生子
- 編成：川原秋呼・向功・木村敦[109]・増井一徳[110]・山本達也[111]・赤岩海[112]（MBS）
- 広報：合田忠弘（MBS）
- 宣伝：冨田潤・新保風子・渥美芳恵・上村真太朗・高橋雅則・稲付晴日・野中彩未（MBS）
- デスク：盛田こずえ・吉田かおり（MBS）
- 協力：テクニカル・アート、麻布プラザ、キャミックス、ザ・ワークス、クリエイティブ・ジョーズ、かえるフィルム、C-BOX、デラックスキッズ、BUSY BEE、Studio NEW-TYPE、イングス、ヒビノ、ワイドスタッフ、舞夢プロ、キャストプラン、テアトルアカデミー、A-CAST、ヴィズミック株式会社、パワービジョン、ティ・ピー・ブレーン、ヌーベルアージュ、インサイドムービーズ[100]、スタジオビーアンドエム[100]、貴重[100]、オフィス自由本舗[100]、大沼プランニング、インテック、毎日舞台、フィラメント、ろけバス、㈲ワイエスロケーション企画、BELLWOOD、WC企画、劇団ひまわり、エキスプレス、広島技術、ラメカラメカ、SAP、STUDIO TRYBECCA SASATUKA、遊写、Pickies studio、studiiDIKE、Kicho、東通企画、TBS SPARKLE[113]、ガスコインカンパニー、タイトルラボ、J-crew、EYEZEN、GfK Japan、ホワイトブレイン、リベンジ、スタッフオズ、studio05、shimasu.、ZEBRA CREATIVE、ひろぽんイラスト工房、ハピネスヒジオカ、ハートビーツ、テーク・ワン、COTERRACE、グレートインターナショナル、スペースマーケット、キッチンハウスにちにち、IndyFilmDesign、チェリッシュスタジオ、プラネアール、東洋放映、ダイナマイトレボリューションカンパニー（一時離脱►復帰）、BULL BULL、東京オフラインセンター
- AD：中西琴乃（D:COMPLEX[72]）、堀之内結、木島望、原七海、茂木遥、奥野彩加、増田恒輝（堀之内～増田→2023年9月まで週替りAD）【毎週】、清水飛翔、バーマー亜利紗、寺倉綾乃、尾上絢子、小林陽平、牧野夏美、竹内成修[114]（MBS）、川内優介、大矢かづみ、濱英之、平野珠妃、河野稚奈、丹羽祐人、川野郁弥、山﨑卓也、種岡千遥、髙橋麻理、東川瞳、大音師誠、三浦宏仁、大蔵美月、白川千明、田中俊充、東郷美麗、上野夏菜恵、今岡俊策、中村文治、小谷建太郎(朗)、篠﨑智一、岡本芳明、小早川竜哉、森本壱生、浅川和也、丈達楓、佐藤晃優、増田恒輝、安宅塙幸、福島葵、松本蒼大（松本→レジスタx1）、益田綾、西川浩平、堀西里奈、早川陽菜紀（ダイズ）、渡邉将（ブリッジ）、山口秀晃（ファンズプロダクション）、木下寿基（JAWS）、衣笠将大（ブリッジ）、浦あずさ、竹谷裕介、石井大悟、船引大督、置名渓吾、橋本和磨、佐藤花捺、清田瞬輝、田中友聖(望)、脇坂捺菜、島田華弥、立花太希、星野裕紀、松本千宙
- AP：大渕ゆずな・今城奈央（MBS）、荒井かおり、許仁卿、大槻貴央子、江口慧[115]、伊藤弥生[100]、福本泰昌、酒井絞茄
- FD︰月本純暉[116]（レジスタx1）
- ディレクター：細慶行・遠藤雄樹[117]・氏家聡志[118]・山根淳(純)綺・加老戸良徳[119]・比嘉晴香・津嶋綾菜・中森暢孝[120]（MBS）、千葉愛[121]・表麻衣子[100]（ダイズ）、浅田靖（かえるフィルム）、高田真吾・湯浅耕二・鍋島雅郎・長瀧大市[122]（JAWS）、玉谷章（レジスタx1）、林隆輔、松尾康高・西谷公太・末吉明人・四宮孝史（ファンズプロダクション）、細矢周作、山本真乃介、布施美那、西修二、西山宏・川西崇文・安田周平・三里隆之・有本洋・河野哲也・稲葉知周（えむき）、和多田晋治、岸憲人、雨宮正岳、堀江悟、塚原和代、青柳隼人、中西宏和、福地直太[123]、岡崎正康[124]（ホワイトブレイン）、田中秀和、高野徹、小原圭一郎（ビデオユニテ）、佐藤光代、西谷好弘、松田真奈[125]、中村亮[126]、津野允（ポキール）、梶山貴也、山本真広、野中康由・田中絵梨（ブリッジ）、岸本妙子、藤田勝之、家村浩之（マイシャ）、近藤和俊・高谷泰司・平野智也（ユーロック）、鉄川佳知[127]（ファンズプロダクション）、渡辺智之（ブリッジ）、松戸みゆ[128]（えむき）、竹内誇男（dalnaRl）、山下聡[129]（BUSY BEE）、尾崎義史・八友規周[130]（レジスタx1）、太田隼人、前田朗光（カスタム）、島崎伸也、伊原雄樹、野明菜々子[131]（ダイズ）、堀川美由希[132]、大谷真也、山田真悠子、永井裕史、栗屋丈二、藤川明（稲葉・中森→毎週）
- チーフディレクター：高尾慧子[133]、松原裕、卯目速人[134]、石原直行[134]、樽見近工[134]、清水邦孝[134]（JAWS）、中山真平[100]（東通企画）
- 総合演出：林智也・山内健太郎[135]・清水涼平・佐藤智洋[136]（MBS）
- 演出：新田亮介[137]・山崎博昭[138]（MBS）
- 監修：越智暁（MBS）
- MP：原田昌彦[139]・新堂裕彦（MBS）[140]
- プロデューサー：村上嘉章・宗川圭太・大迫裕朗[141]・市村雅道（MBS）、山崎文菜、齋藤智礼[142]、ひらいなおと[143]（ダイズ）、藤河慶子・橘庸介（レジスタx1）、中口慶三[144]・喜友名沙紀[145]（MBS企画）（MBS企画）
- チーフプロデューサー：藤島淳史[146]・和田祐介[147]（MBS）
- 制作：長尾政彦[148]（MBS）

## 備考
- 丸山がメインMCを務めていた時期には、本人が所属する関ジャニ∞のライブが関西以外の地方で開催される日の生放送を、本人が滞在するライブ開催地との二元生中継形式で進行することがあった（2017年7月15日放送分の札幌など）。
  - 生活情報番組からスポーツ情報番組へのリニューアル初回（2020年4月4日放送分）では、東京都・大阪府内を中心に新型コロナウイルスへの感染が拡大していることを背景に、大阪（毎日放送本社内のスタジオ）と東京（同局東京支社内のスタジオ）との二元生中継方式で全編を構成。当時MCだった丸山・小島とゲストの村上佳菜子が東京のスタジオから出演した一方で、当日からプレゼンターに加わった三ツ廣と清水が、本社のスタジオから生放送を進行した[149]。以降の放送では、毎日放送の本社スタジオ（主に三ツ廣が出演）、東京支社の会議室（丸山・小島が出演）に加えて、本来なら本社のスタジオに招く予定だったゲストも別の場所からの生中継（いわゆる「リモート体制」）で登場していた。
  - 2020年6月20日放送分からは、一部のゲストが生中継で出演する方式を続けながらも、丸山・小島が本社スタジオへの出演を再開。同年8月1日放送分から再リニューアルを敢行したが、同月15日・22日・29日放送分では、三ツ廣と「天の声」担当の田中のみが本社スタジオから出演していた（丸山・小島・ゲストは全員「リモート体制」で対応）。9月5日放送分から、出演者が全員本社スタジオから登場する体制へ再び移行。
  - 「リモート体制」で放送する場合には、東京支社内の会議室にスタジオセットと同じ柄のポスターを貼ったり、生中継における音声のディレイ（遅延）を減らしたりするなど、本社スタジオとの連続性を持たせるための工夫が為されている。会議室をリモート中継に使用するのは、支社内のテレビ番組用スタジオより広く、複数の出演者を（アクリルボードなどで区切りながら）中継へ同時に登場させられることによる[150]。
- 2016年4月には、「Dr.プラス」内のVTR企画で関根勤とMCの小堺が心臓ドックを受診したところ、関根の冠動脈の複数箇所に狭窄が生じていることが判明[注 28]。その後の再検査で「（関根と同じ）日本人の62歳男性で『トップ4%』に該当するほど悪く、今後2～3年以内に心筋梗塞を発症する可能性が高い」と診断されたことから、関根は同年5月2日に、当該箇所へステントを挿入する手術を受けた。なお、関根は手術の翌日（5月3日）から芸能活動を再開。5月28日の本番組では、スタジオに出演した関根の意向で、心臓ドック受診からステント手術までの密着取材映像を初めて放送した[151]。
- 小島は、当番組のMCと『S☆1』のキャスターを兼務していた2017年3月[152]まで、当番組の本番を終えるたびに『S☆1』の出演に備えて帰京。その一方で、同月25日には、当番組と『S☆1』の間に『MBS開局65周年記念特別番組　「アートの日」アーッと驚く!カンサ偉ジン博覧会』（11:58 - 16:00に関西ローカルで生放送）で丸山と共にMCを務めた。
- 2020東京オリンピックの閉幕前日（2021年8月7日）は土曜日であったことから、水谷隼・張本智和・丹羽孝希（いずれも男子卓球競技の日本代表として男子卓球団体で銅メダルを獲得）に対する杉山真也（TBSテレビアナウンサー）のインタビュー（同局の協力で国際放送センターから生中継）をはさむなど、2020年度のリニューアルで当初想定されていた「スポーツ情報番組」に近いフォーマットで生放送。その一方で、同じ時間帯に日本テレビ系列で放送された女子マラソン競技（北海道札幌市）の生中継には、増田が解説者として出演していた[153]。このような事情から、当番組では「スポーツ映像ココ見てランキング」（増田が当時ナレーターを務めていた事前収録企画）でかたせ梨乃（女優）を増田の代役に立てる措置を講じた。かたせの代演は当日のスタジオ出演者にも事前に知らされていなかったが、コーナー内企画の「サタデーモーニングRADIO」は「かたせ梨乃のサタデーモーニングRADIO」、「クイズ!世界ますだ発見!」は「クイズ!かたせ発見!」として増田の出演時と同じテイストで放送された。
- 2024年8月31日には、清水と広瀬が毎日放送本社内のスタジオから出演する一方で、他のMC陣がリモート方式で生放送に参加した。首都圏在住の出演者が来阪する際に使用する公共交通機関（東海道新幹線など）が、令和6年台風第10号の本州接近を受けて前々日（29日）から運行を断続的に休止していたことに伴う措置で、本社からは台風関連のニュースを随時挿入している[154]。